# Gouvernement Dscharasch

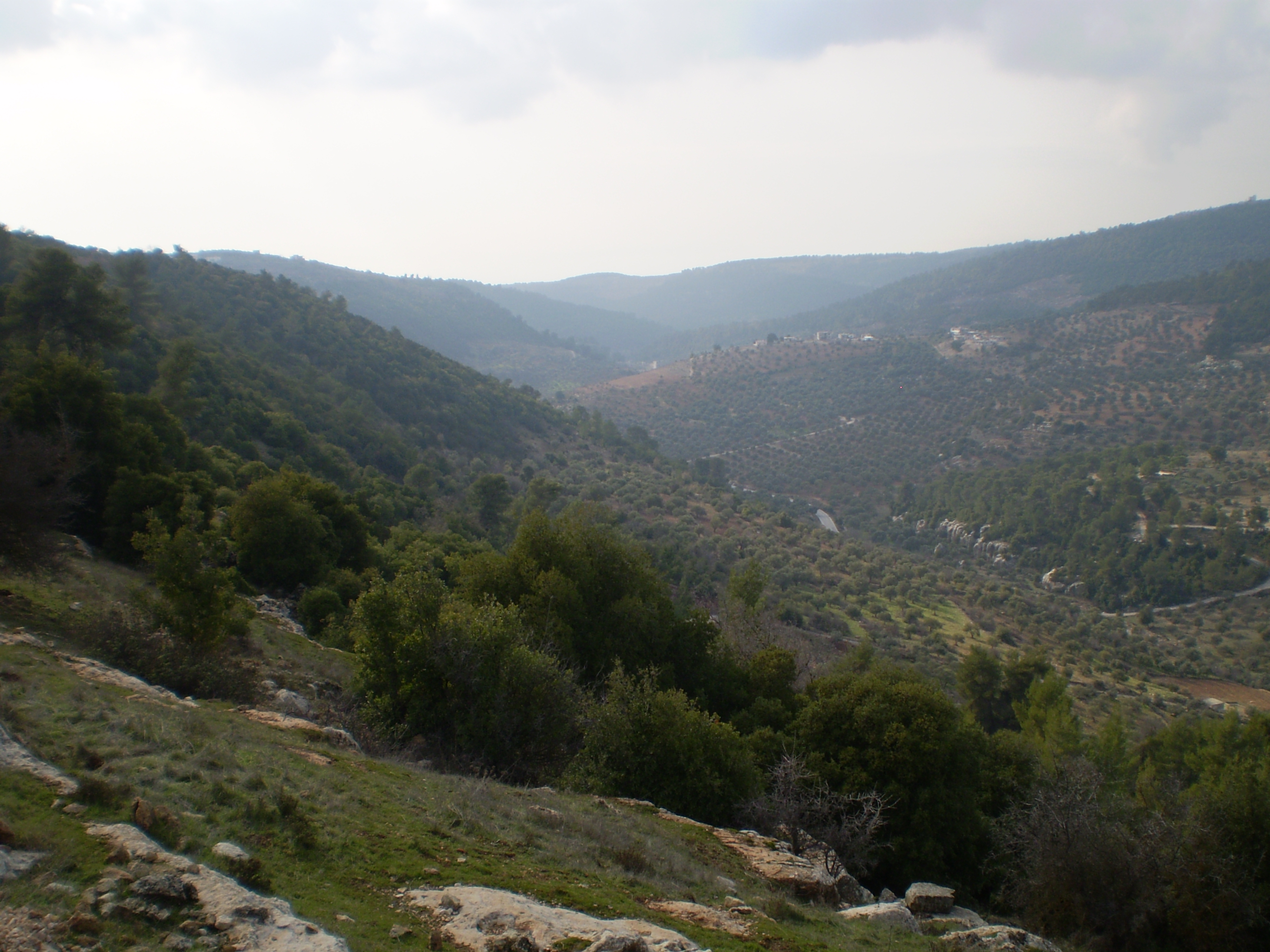
Die bergreiche und grüne Landschaft des Gouvernements

Das Gouvernement Dscharasch (arabisch محافظة جرش, DMG Muḥāfaẓat Ǧaraš) ist eines der zwölf Gouvernements Jordaniens. Verwaltungssitz und größte Stadt ist Gerasa. Mit einer Fläche von 410 km² ist Dscharasch das kleinste Gouvernement des Staates, und die Einwohnerzahl beträgt 268.300 (Stand: Ende 2020). 2012 war es mit 191.700 Einwohnern das Gouvernement mit der fünftkleinsten Bevölkerung, jedoch hatte das Gouvernement die zweithöchste Bevölkerungsdichte der zwölf Gouvernements. Das Gouvernement Dscharasch liegt im Westen Jordaniens und grenzt an die Gouvernements Irbid, Adschlun, al-Mafraq, Zarqa und al-Balqa. Das Gebiet ist hauptsächlich bergreich (300–1300 Meter N. N.) mit einem milden Klima und hohen Niederschlägen. Seit dem Altertum ist der Olivenanbau ein bedeutender Wirtschaftsfaktor.